# Лаго-Віста (округ Старр, Техас)
Лаго-Віста (англ. Lago Vista) — переписна місцевість (CDP) в США, в окрузі Старр штату Техас. Населення — 133 особи (2020).

## Географія
Лаго-Віста розташоване за координатами 26°33′52″ пн. ш. 99°6′28″ зх. д. / 26.56444° пн. ш. 99.10778° зх. д. (26.564322, -99.107767).  За даними Бюро перепису населення США в 2010 році переписна місцевість мала площу 1,14 км², уся площа — суходіл.

## Демографія
Згідно з переписом 2010 року, у переписній місцевості мешкало 115 осіб у 28 домогосподарствах у складі 26 родин. Густота населення становила 101 особа/км².  Було 40 помешкань (35/км²).
Расовий склад населення:
| - 95,7 % — білих - 4,3 % — осіб інших рас |

До двох чи більше рас належало 0,0 %. Частка іспаномовних становила 98,3 % від усіх жителів.
За віковим діапазоном населення розподілялося таким чином: 36,5 % — особи молодші 18 років, 56,5 % — особи у віці 18—64 років, 7,0 % — особи у віці 65 років та старші. Медіана віку мешканця становила 23,5 року. На 100 осіб жіночої статі у переписній місцевості припадало 98,3 чоловіків;  на 100 жінок у віці від 18 років та старших — 114,7 чоловіків також старших 18 років.